# Slovenske novice
Slovenske novice so slovenski tabloidni dnevni časopis, ki ga od leta 1991 izdaja časopisna hiša Delo, ta pa je v stoodstotni lasti FMR Holdinga.
Od ustanovitve so izhajale šestkrat na teden, od 1. marca 2012 pa izhaja tudi nedeljska izdaja, imenovana Nedeljske novice. So najbolj priljubljen in prodajan dnevnik v Sloveniji.
Povprečna prodana naklada v letu 2017 je bila 53.404 izvodov, leta 2021 pa 36.650 izvodov.

## Priloge
"Kakšne so danes novice,
kakšen je danes ta svet,
kaj nam tajijo (solijo) lisice,
kakšen je kadar je lep,
kaj se na novo dogaja,
kam se vse skupaj vrti."

### Redne
- Vikend
- Polet
- Ona

### Revije
- Onaplus
- Suzy